# The Love Parade
The Love Parade é um filme norte-americano dos gêneros musical-comédia, lançado em 19 de Novembro de 1929 por Ernst Lubitsch e protagonizado por Maurice Chevalier.

## Sinopse
A história da Rainha Louise da Sylvania (Jeanette MacDonald) e o seu novo marido, Conde Alfred (Maurice Chevalier). Embora o Conde Alfred tenha prometido, na cerimónia de casamento, ser um marido dócil, ele depressa se arrepende da sua decisão a partir do momento em que as suas ordens não são obedecidas e se vai tornando enfastiado com a vida que leva. Ameaçando partir para Paris, ele só é detido pela Rainha Louise quando ela lhe oferece o equivalente aos poderes de um rei...

## Elenco
- Maurice Chevalier - Conde Alfred Renard
- Jeanette MacDonald - Rainha Louise
- Lupino Lane - Jacques
- Lillian Roth - Lulu
- Eugene Pallette - Ministro da Guerra
- E. H. Calvert - embaixador
- Edgar Norton - mestre de cerimónias
- Lionel Belmore - Primeiro-Ministro
- Jean Harlow - uma mulher